# Yvonne Suhor
 (juillet 2020).
Si vous disposez d'ouvrages ou d'articles de référence ou si vous connaissez des sites web de qualité traitant du thème abordé ici, merci de compléter l'article en donnant les références utiles à sa vérifiabilité et en les liant à la section « Notes et références ».
Yvonne Theresa Suhor (29 novembre 1961 - 27 septembre 2018) est une actrice américaine.

## Biographie
Yvonne Suhor est née à La Nouvelle-Orléans, en Louisiane. Elle est diplômée de l'Illinois State University en 1985, et a ensuite reçu son MFA (Master of Fine Arts) de l'université de Californie du Sud.
Au fil des ans, Yvonne apparait dans un certain nombre de films et de séries télévisées, notamment dans le rôle de Cicely dans un épisode de Bienvenue en Alaska primé aux Emmy Awards et dans la série L'Équipée du Poney Express (The Young Riders).
En outre, Yvonne a plusieurs crédits de théâtre à son nom, y compris The Grapes of Wrath et Lydie Breeze de Steppenwolf, et elle est deux fois nommée aux Jeff Awards.
Elle est décédée le 27 septembre 2018, après une lutte de dix mois contre le cancer du pancréas. Avant sa mort, Yvonne Suhor dirigeait sa propre école de théâtre, Art's Sake Film Acting Studio à Orlando, en Floride, où elle enseignait le Core Film Acting basé sur la technique Meisner.